# FC Merani Tiflis
El FC Merani Tbilisi es un equipo de fútbol de Georgia que juega en la Liga 3, el tercer nivel del país.

## Historia
Fue fundado en el año 1991 en la capital Tbilisi con el nombre Merani-91 Tbilisi, y desde entonces ha tenido varios cambios de nombre en su historia, los cuales han sido:
- 1993 - Se fusionó con el Bacho Tbilisi en julio para crear al Merani-Bacho Tbilisi.
- 1996 - Cambiaron el nombre por el de Lokomotiv Tbilisi y el segundo equipo del Merani-91 Tbilisi pasó a ser el primer equipo.
- 2002 - Se fusionó con el FC Olimpi Tbilisi, propiedad de Nikoloz Dolidze y formaron al Merani-Olimpi Tbilisi.[2] y el FC Tbilisi tomó el lugar en la temporada 2002-03.
- 2003 - Merani pasó a su equipo reserva al principal para jugar en la Regionuli Liga.
- 2004 - En julio, el nuevo Merani Tbilisi se fusionó con el Milani Tsnori y formaron al Merani-Milani Tbilisi, el cual cambió su nombre por el de Merani Tbilisi en julio de 2005.

## Palmarés
- Erovnuli Liga 2: 1

2019

## Participación en competiciones de la UEFA
| Temporada | Torneo             | Ronda          | Club                 | Casa | Visita | Global     |
| --------- | ------------------ | -------------- | -------------------- | ---- | ------ | ---------- |
| 1997      | UEFA Intertoto Cup | Fase de grupos | Torpedo Moscú        | 0–2  |        | 3.er lugar |
| 1997      | UEFA Intertoto Cup | Fase de grupos | Iraklis Thessaloniki |      | 0–2    | 3.er lugar |
| 1997      | UEFA Intertoto Cup | Fase de grupos | Floriana             | 5–0  |        | 3.er lugar |
| 1997      | UEFA Intertoto Cup | Fase de grupos | Ried                 |      | 3–1    | 3.er lugar |